# Platynereis tongatabuensis
Platynereis tongatabuensis är en ringmaskart som först beskrevs av McIntosh 1885.  Platynereis tongatabuensis ingår i släktet Platynereis och familjen Nereididae. Inga underarter finns listade i Catalogue of Life.